# Mon fils sera arménien
Pour plus de détails, voir Fiche technique et Distribution.
Mon fils sera arménien est un documentaire canadien réalisé en 2004  par Hagop Goudsouzian. Celui-ci se rend en Arménie et en Syrie avec cinq autres membres de la communauté arménienne de Montréal qui ont perdu des proches dans le génocide arménien, pour parler avec les survivants.
En Syrie, Goudsouzian filme à Deir ez-Zor, où des milliers d'Arméniens ont marché à mort. Dans une scène, il gratte le sol autour d'une église et découvre les restes de ce qui semble être une fosse commune, ramassant des os, une alliance et une balle. En Arménie, Goudsouzian visite des villages qui ont été rebaptisés au nom des anciens peuplements, trouvant des aînés qui racontent ce qui était arrivé à leurs parents et leurs frères et sœurs ,.
Mon fils sera arménien incorpore des photographies d'archives et des séquences d'un film muet hollywoodien basé sur les récits d'une survivante qui s'est enfuie aux États-Unis pendant le génocide.
Les participants du film incluent l'artiste canadienne Lousnak et l'animateur de radio Patrick Masbourian,.
Mon fils sera arménien est produit en français par l'Office national du film du Canada.

## Fiche technique
- Titre : Mon fils sera arménien
- Réalisation : Hagop Goudsouzian
- Photographie : Alberto Feio
- Montage : André Corriveau
- Production : Yves Bisaillon